# Artillerieduell
Der Begriff Artillerieduell beschreibt die Bemühung zweier gegnerischer Streitkräfte, mit eigenen Artilleriekräften die Artillerie des Gegners kampfunfähig zu machen. 
Hierbei versuchen Artillerieverbände in der Regel durch indirektes Feuer oder auch durch direktes Feuer, die jeweils gegnerischen artilleristischen Kräfte auszuschalten. Diese sollen vernichtet werden oder der Gegner zum Ausweichen bzw. einem Stellungswechsel veranlasst werden, damit sie vorübergehend keine Gefahr mehr für die eigenen Kräfte darstellen.

## Seekrieg
Die ursprünglichste Form eines Artillerieduells stellen die Kämpfe von Kriegsschiffen gegnerischer Parteien dar. Etwa im 15. bis 16. Jahrhundert wurden mit Karavelle und Galeone Kriegsschiffe gebaut, die über eine großzügige Ausrüstung an Artilleriegeschützen verfügten. Da auf dem Wasser das Gewicht und die Unbeweglichkeit der schweren Vorderladerkanonen jener Zeit weniger ins Gewicht fielen und die Mannschaften im Schiffsrumpf nicht dem Beschuss durch Handfeuerwaffen und der Wirkung anderer Waffen ausgesetzt waren, bestand die Möglichkeit, durch entsprechende Schiffsbewegungen die eigene Artillerie jeweils so zu positionieren, dass auf das gegnerische Schiff geschossen werden konnte. Da zumeist anfänglich nur die Schiffsartillerie beider gegnerischen Schiffe Wirkung erzielen konnte, kann hierbei im Segelschiffzeitalter im weitesten Sinne von einem Artillerieduell gesprochen werden.

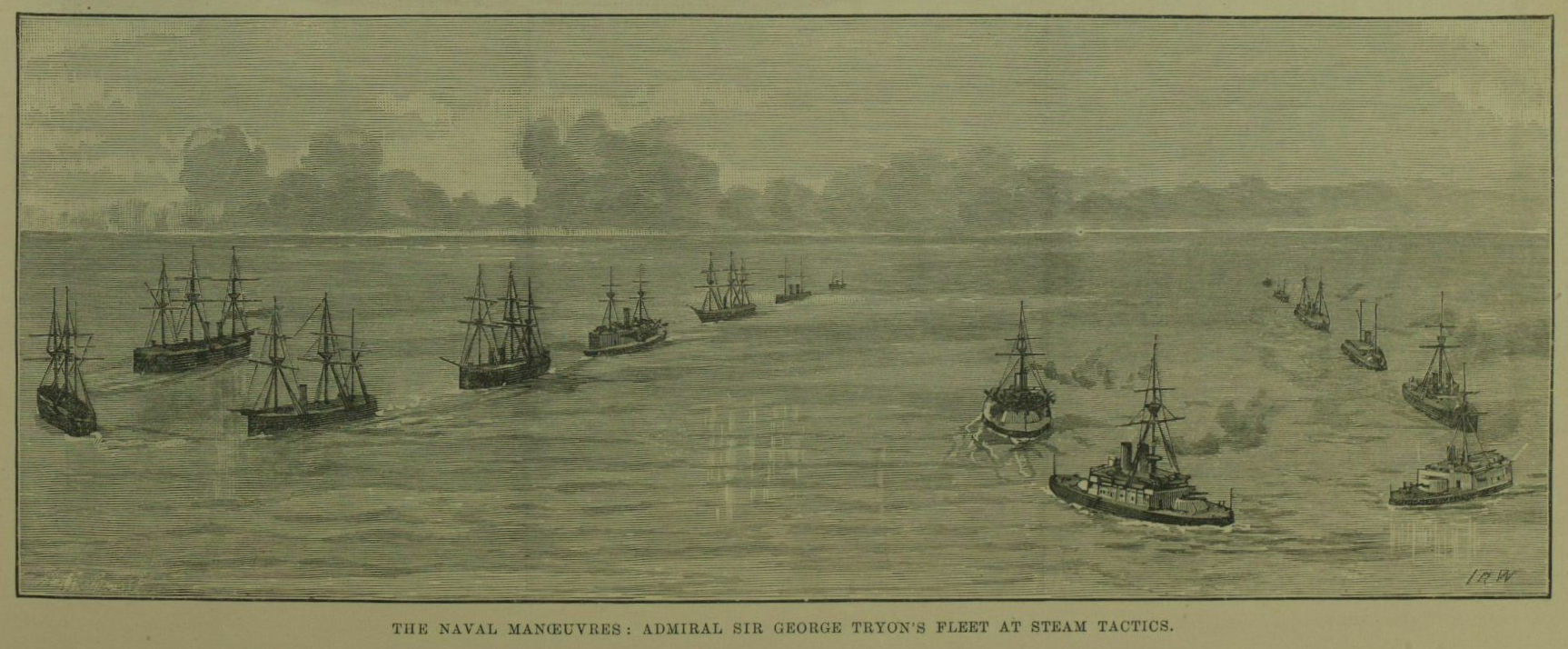
Schiffsmanöver im Dampfschiffzeitalter

Dies veränderte sich mit dem Aufkommen der Dampfschifffahrt und der Weiterentwicklung der Artilleriewaffen. So wurden die Bombenkanonen mit ihren Sprenggeschossen im Krimkrieg erfolgreich eingesetzt. Ihre Sprengladungen zerstörten hölzerne Schiffe mit Leichtigkeit. Sie kamen auch in der Seeschlacht bei Sinope sowie 1864 bei dem Seegefecht bei Helgoland zum Einsatz. Als Reaktion auf diese neuartige Bewaffnung wurden Panzerschiffe entwickelt. In Momenten überlegener Bewaffnung ist sicherlich häufig nicht von einer Duellsituation zu sprechen.
Die nächste Generation von Kriegsschiffen, die wirkliche Duellfähigkeit im Blick hatte, waren die Panzerkreuzer. Ihre Panzerung sollte trotz Treffern im Gefecht die Überlebensfähigkeit sichern. 
Während des Ersten Weltkrieges kam es zur Skagerrakschlacht zwischen deutschen und britischen Kriegsschiffen. Die Duelle wurden zumeist tagsüber unter Sichtbedingungen ausgetragen. Noch war also die Sichtung des Gegners Voraussetzung für die Bekämpfung des Gegners. Erst im Zweiten Weltkrieg wurde die Feuerleitung durch Radartechnik und Beobachtungsflugzeuge möglich, was Schiffen auch ein Duell ohne direkte Sicht ermöglichte. 
Die Zunahme von neuerer Technik wie U-Booten und Raketen führte zu einer Asymmetrie in der Kampfführung, die heute dazu führt, dass der Begriff des Duell sicherlich kaum noch Verwendung finden kann.

## Krieg an Land
Die Koalitionskriege Napoleons zu Beginn des 18. Jahrhunderts wurden teils mit größeren Artilleriekontingenten geführt. Auf den riesigen Schlachtfeldern standen sich teilweise Artilleriegeschütze in offenen Feldstellungen gegenüber, doch waren Reichweite und Beweglichkeit limitierende Faktoren. Das Aufziehen einer Batterie in der Reichweite einer bereits in Stellung gegangenen gegnerischen Artillerie brachte das große Risiko mit sich, dass diese durch den Gegner zerstört wurde, bevor sie selber in Stellung gehen konnte. Dieser Umstand verringerte naturgemäß die Neigung von Befehlshabern, die gegnerische Artillerie mit eigener Artillerie zu bekämpfen. Dies geschah wohl nur dann, wenn die eigenen Geschütze in Wirkung und Kaliber der gegnerischen Artillerie offensichtlich überlegen waren. Die Weiterentwicklung der Waffentechnik ließ aber durch die Steigerung der Reichweite und das schnellere Laden und Nachladen der Geschütze die Fähigkeit zum Duell kontinuierlich wachsen. Reitende Batterien wurden aufs Äußerte gedrillt, um einsatzbereit zu sein, bevor der Gegner diese erfolgreich bekämpfen konnte.

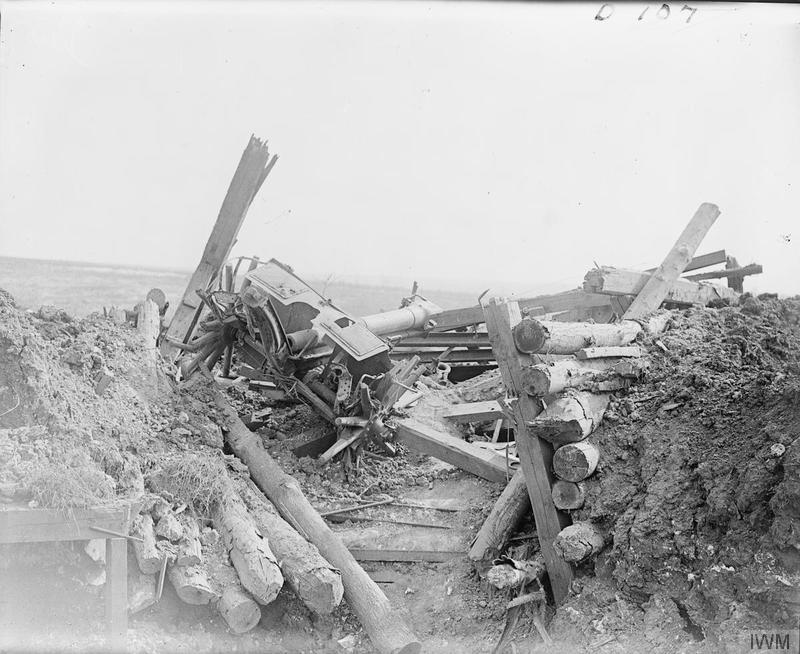
Zerstörtes deutsches Geschütz 1916

Auch wenn vereinzelt in der Kriegsgeschichte Artilleriegeschütze zur Bekämpfung gegnerischer Artillerie herangezogen worden sein dürften, ist doch erst ab dem Beginn des Ersten Weltkriegs mit dem sich entwickelnden, verlustreichen Grabenkrieg eine systematische Bekämpfung gegnerischer Artillerie als taktisches Element entwickelt worden. Denn auch wenn bereits seit der Einführung von Hinterlader-Geschützen und von Rohren mit Zügen bereits seit Ende des 19. Jahrhunderts die Voraussetzungen für den Einsatz von relativ genauem indirekten Beschuss gegeben waren, so fehlte doch in dieser Zeit noch die Fähigkeit, gegnerische Artilleriebatterien systematisch aufzuklären und zu bekämpfen. Die Möglichkeit, in Heißluftballons Beobachter weit über die Frontlinie hinaus blicken zu lassen, war bereits seit den Koalitionskriegen bekannt und zeigte damit künftige Möglichkeiten auf, die dann im Ersten Weltkrieg durch die Truppe der jeweiligen Feldluftschiffer in allen Nationen genutzt wurde.
Anfänglich wurde, wenn der genaue Standort der gegnerischen Artillerieeinheit nicht bekannt war, meist nur ein bestimmtes Gebiet beschossen, in dem die gegnerische Artillerie vermutet wurde. Doch die Aufklärungsergebnisse von Beobachtern, akustischer Messung und Aufklärungsflugzeugen machten den Ersten Weltkrieg zum ersten großen Krieg, in dem sich Artilleriegeschütze regelmäßig in einer Duellsituation befanden. Die Aufklärung ermöglichte nun die Lokalisierung und damit die Bekämpfung gegnerischer Batterien. 
Die Techniken zur Aufklärung und Lokalisierung wurden nach dem Ersten Weltkrieg verfeinert, und im Zweiten Weltkrieg kam es zu Kämpfen über große Distanzen, wie im Fall des Ärmelkanals, wo sich beispielhaft deutsche Küstenbatterien Duelle mit britischen Batterien lieferten. Der Bedrohung aus der Luft und von See wurde im Zweiten Weltkrieg mit gigantischen Bunker-Projekten begegnet.

## Technik

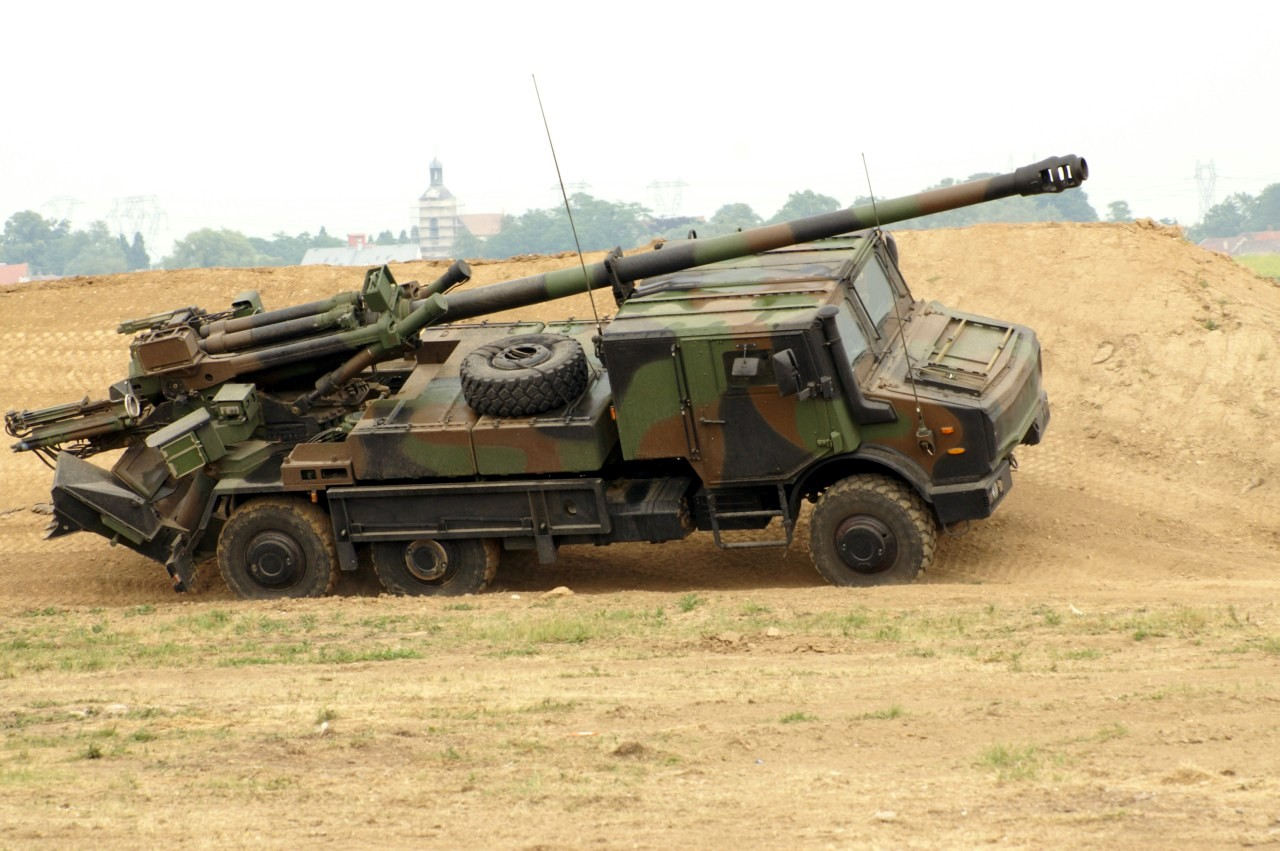
Artillerieselbstfahrlafette CAESAR

Voraussetzung für ein Artillerieduell ist, dass beide Seiten in der Lage sind, gleichwertig am Kampfgeschehen teilzunehmen. Seit Ende des Ersten Weltkrieges verfügten nahezu alle Nationen über Geschütze, welche in der Lage waren, Gegner weit im Hinterland und außerhalb des direkten Sichtbereichs zu bekämpfen.
Die Ortungstechnik des Ersten Weltkrieges wurde im Zweiten Weltkrieg weiter perfektioniert. 
Heute kann beispielsweise mit einem Artillerieaufklärungsradar die Flugbahn der Geschosse auf den Ursprungsort zurückverfolgt werden oder der Ausgangspunkt des Abschussgeräusches durch akustische Lokalisation mithilfe (militärischer Schallmesstechnik) ermittelt werden, indem die Laufzeitunterschiede der Schallwellen gemessen werden.
Weiterhin hat sich seit dem Beginn des Angriffskrieges gegen die Ukraine gezeigt, dass unbemannte Drohnen wichtige Aufgaben in der Aufklärung und Feuerleitung übernehmen. Dies führt dazu, dass unmotorisierte Artilleriegeschütze in einem modernen symmetrischen Konflikt deutlich verringerte Überlebenschancen haben. Die Fähigkeit, unmittelbar nach der Abgabe einer kurzen Serie von Schüssen die Stellung zu wechseln, steigert den Wert von mobilen Waffensystemen für die jeweilige Konfliktpartei, da diese Systeme deutlich länger einsetzbar bleiben.